# Chennai Open 1997 - Qualificazioni doppio
Le qualificazioni del doppio del Chennai Open 1997 sono state un torneo di tennis preliminare per accedere alla fase finale della manifestazione. I vincitori dell'ultimo turno sono entrati di diritto nel tabellone principale. In caso di ritiro di uno o più giocatori aventi diritto a questi sono subentrati i lucky loser, ossia i giocatori che hanno perso nell'ultimo turno ma che avevano una classifica più alta rispetto agli altri partecipanti che avevano comunque perso nel turno finale.
Le qualificazioni del doppio del torneo Chennai Open 1997 prevedevano 2 coppie partecipanti di cui una è entrata nel tabellone principale.

## Qualificati
1. Lars Jonsson /  Magnus Norman

## Tabellone

### Legenda
| - Q = Qualificato - WC = Wild card - LL = Lucky loser | - ALT = Alternate - SE = Special Exempt - PR = Protected Ranking | - w/o = Walkover - r = Ritirato - d = Squalificato |

|  | Finale                       |                              |                              |   |   |  |
|  |                              |                              |                              |   |   |  |
|  | Lars Jonsson Magnus Norman   | Lars Jonsson Magnus Norman   | Lars Jonsson Magnus Norman   | 6 | 6 |  |
|  | Vasudeva Reddy Amod Wakalkar | Vasudeva Reddy Amod Wakalkar | Vasudeva Reddy Amod Wakalkar | 4 | 4 |  |